# Raft (アルゴリズム)
Raftは、Paxos系のアルゴリズムの代替として設計されたコンセンサス・アルゴリズムである。ロジックを分離することでPaxosよりも理解しやすくすることを意図して設計されているが、安全性が形式的に証明されており、いくつかの追加機能も提供する。Raftは、コンピューティング・システムのクラスター全体にステートマシンを分散する汎用的な手段を提供し、クラスター内の各ノードが同じ一連の状態遷移に合意することを保証する。多数のリファレンス実装がオープンソースで公開されており、Go、C++、Java、Scalaには、完全な仕様の実装が存在する。Raftという名前は、「Reliable, Replicated, Redundant, And Fault-Tolerant」に由来する。
Raftはビザンチン障害に対して耐久性のあるアルゴリズムではなく、各ノードは選出されたリーダーをそのまま信頼する。 

## プロダクションでの利用
- CockroachDB（英語版）- レプリケーションレイヤーでRaftを利用している[4]。
- Etcd（英語版） - 可用性の高いレプリケーションログを管理するためにRaftを利用している[5]。
- MongoDB - レプリケーションセット内でRaftの変種を利用している。
- Splunk - EnterpriseのSearch Head Cluster（SHC）でRaftを利用している[6]。
- TiDB - ストレージエンジンTiKVでRaftを利用している[7]。
- YugabyteDB - DocDB Replication内でRaftを利用している[8]。